# روبونیت
روبونیت (RoboNIT)، عنوان مسابقات رباتیک، هوش مصنوعی و نمایشگاه اختراعات دانشگاه صنعتی نوشیروانی بابل,  پرسابقه‌ترین مسابقهٔ رباتیک در ایران است. پس از بنیان‌گذاری درمهر ماه سال ۱۳۸۱ و برگزاری اولین دوره کشوری آن در اردیبهشت سال ۱۳۸۲ به همت انجمن علمی دانشجویان مهندسی برق و سپس انجمن برق و کامپیوتر درسال های نخست در دانشکدهٔ فنی دانشگاه مازندران و پس از تبدیل این دانشکده به مجتمع اموزش عالی و امروزه با عنوان دانشگاه صنعتی نوشیروانی بابل با شور و اشتیاق و حساسیت بالایی برگزار می‌گردد.
در سال ۱۳۹۵، به منظور برنامه‌ریزی های بلندمدت و میان‌مدت، ایجاد یک پایگاه داده منظم جهت برگزاری هر چه بهتر دوره های آتی و انتقال تجربیات برگزارکنندگان هر دوره به دوره های آینده و همچنین ایجاد تعهد مالی برای کادر برگزاری جهت حفظ اموال مسابقات، دبیرخانه دائمی رباتیک دانشگاه صنعتی نوشیروانی تأسیس شد.
روبونیت، هرساله توجه تیم‌های رباتیک و علاقه‌مندان عرصه رباتیک و هوش مصنوعی را در سطح کشور به خود معطوف کرده‌است. به‌طوری‌که شرکت در این مسابقات و رقابت با دیگر تیم‌های توانمند کشور به‌همراه گروه علمی فنی مجرب و با تجربه از مهمترین اهداف و انگیزه‌های شرکت کنندگان این مسابقات است.

## هدف روبونیت
کمیته فنی برگزاری مسابقات، در راستای برنامه‌ریزی‌های بلند مدت خود و دستیابی به اهداف مد نظرش در برگزاری مسابقات رباتیک، نقطه نظراتی را در برگزاری در هر دورهٔ مسابقات و در هر کدام از بخش‌ها برای خود معین و مدون کرده‌است؛ در هر مسابقه سطح علمی مسابقات برحسب قوانین مطرح شده، سطح تیم‌های شرکت‌کننده و سطح اجرایی مسابقه سنجش می‌شود. ارتقاء سطح علمی دانشجویان، پیشرفت و توسعه علم رباتیک و مکاترونیک و ارتباط بیشتر دانشگاه و صنعت و رفع نیازهای صنعتی کشور در قالب انتخاب طرح‌های برتر و نیز کسب مهارت نیروهای فارغ‌التحصیل دانشگاه برای ورود به بازارکار از اهداف این مسابقات است. انتقال علوم رباتیک و هوش مصنوعی به دانشگاه‌های دیگر، بومی‌سازی علم رباتیک و هوش مصنوعی در کشور به ویژه با محوریت استان مازندران، به نمایش گذاشتن دستاورد های علمی استان مازندران در کشور و معرفی آن به صنایع دفاعی، پزشکی، شهری و صنایع خودرویی از دیگر اهداف روبونیت است. 
حمایت علمی دانشگاه از تولید ملی، زمینه‌سازی برای بروز استعدادهای دانشجویی و معرفی به صنعت کشور از رویکردهای مهم برگزاری مسابقات رباتیک سراسری دانشجویی دردانشگاه صنعتی نوشیروانی بابل است.

## تاریخچه روبونیت
| دوره    | تاریخ               | محل                          | تعداد تیم‌ها | تعداد رشته‌ها |
| ------- | ------------------- | ---------------------------- | ----------- | ------------ |
| اول     | ۷–۹ اردیبهشت ۱۳۸۲   | دانشکده فنی دانشگاه مازندران | ۱۰۰         | ۲            |
| دوم     | ۶–۸ اردیبهشت ۱۳۸۳   | دانشکده فنی دانشگاه مازندران | ۱۵۰         | ۲            |
| سوم     | ۶–۸ اردیبهشت ۱۳۸۴   | دانشکده فنی دانشگاه مازندران | ۱۷۰         | ۲            |
| چهارم   | ۴–۶ اردیبهشت ۱۳۸۵   | دانشکده فنی دانشگاه مازندران | ۲۰۰         | ۳            |
| پنجم    | ۲–۴ اردیبهشت ۱۳۸۶   | دانشگاه صنعتی نوشیروانی بابل | ۱۲۳         | ۴            |
| ششم     | ۱–۳ اردیبهشت ۱۳۸۷   | دانشگاه صنعتی نوشیروانی بابل | ۱۴۷         | ۵            |
| هفتم    | ۲۹–۳۱ فروردین ۱۳۸۸  | دانشگاه صنعتی نوشیروانی بابل | ۱۱۷         | ۵            |
| هشتم    | ۵–۷ اردیبهشت ۱۳۸۹   | دانشگاه صنعتی نوشیروانی بابل | ۱۲۰         | ۶            |
| نهم     | ۲۵–۲۷ اردیبهشت ۱۳۹۱ | دانشگاه صنعتی نوشیروانی بابل | ۱۳۶         | ۸            |
| دهم     | ۱۵–۱۷ مهر ۱۳۹۳      | دانشگاه صنعتی نوشیروانی بابل | ۱۵۰         | ۹            |
| یازدهم  | ۱۹–۲۱ مهر ۱۳۹۴      | دانشگاه صنعتی نوشیروانی بابل | ۲۰۰         | ۱۰           |
| دوازدهم | ۱۸–۲۰ بهمن ۱۳۹۵     | دانشگاه صنعتی نوشیروانی بابل | ۲۷۸         | ۱۶           |
| سیزدهم  | ۱۶–۱۸ بهمن ۱۳۹۶     | دانشگاه صنعتی نوشیروانی بابل | ۳۰۰         | ۱۹           |
| چهاردهم | ۸–۱۰ اردیبهشت ۱۳۹۸  | دانشگاه صنعتی نوشیروانی بابل | ۳۲۰         | ۲۰           |

### چهارمین دوره
چهارمین دوره مسابقات سراسری ربات‌های آتش‌نشان و مسیر یاب ۴–۶ اردیبهشت ۱۳۸۵ با حضور نزدیک به دویست تیم شرکت‌کننده از دانشگاه‌های معتبر سراسر کشور مانند دانشگاه شریف، تهران، امیرکبیر، اصفهان، تبریز و مشهد در دانشگاه صنعتی نوشیروانی برگزار شد که در پایان دانشگاه آزاد سبزوار در بخش مسیریاب و دانشگاه تبریز در بخش آتش‌نشان به مقام نخست دست پیدا کردند.

### پنجمین دوره
در این دوره از مسابقات  ۱۲۳تیم از دانشگاه‌های مختلف کشور به مدت سه روز با هم رقابت کردند. در رشته آتش‌نشان  ۲۹تیم حضور یافتند (ربات‌ها باید ابتدا محل آتش‌نشان را با استفاده از حس‌گرهای خود تشخیص داده و با عبور از مسیرهای شیبدار، مارپیچی، ناهموار و خندق آتش را خاموش کنند). در رشته مسیریاب ۷۸ حضور یافتند (ربات‌ها باید مسیری را بر روی میز مسابقه دنبال کرده و خود را در کوتاه‌ترین زمان ممکن به انتهای مسیر برسانند) در این رشته ربات‌ها باید در طول مسیر از ناهمواری‌ها، پیچ‌های تیز، مسیر حلقوی، سطح شیبدار، پلکانی و تونل به صورت خودکار عبور کنند) در رشته مین‌یاب نیز  ۱۶تیم حضور یافتند (رباتها باید مین‌های کاشته شده در عمق حدوداً شش سانتی‌متری زمین مسابقه را به‌طور خودکار پیدا و محل آن را اعلام کنند)

### ششمین دوره
در این دوره از مسابقات سه رشته مین یاب، مسیر یاب و آتش‌نشان از موارد ارزیابی آن بود؛ و تیم‌های برتر در طی سه روز از مسابقات نتایج خوبی از خود به جای گذاشتند.
در بخش ربات‌های مسیر یاب که سطح شیب دار، حلقه‌های مارپیچ، زمین‌های ماسه‌ای، بخش الاکلنگ و خطوط رنگی برای ارزیابی ربات‌ها تعیین شده بود، ۹۳ تیم شرکت کردند.
در بخش ربات‌های آتش‌نشان ۲۳ تیم مسابقه ربات‌های مین یاب هم که ۳۱ تیم شرکت کردند. نکته قابل توجه در مورد مسابقات مین یاب حضور تیم‌های دانش آموزی از نقاط مختلف کشور علاوه بر دانشجویان بود که به نوبه خود جالب توجه بود، که دانش آموزان هم از سنین کمتر به این رشته‌ها علاقه خاص خود را دارند و باید برای آن‌ها نیز سرمایه‌گذاری و برنامه‌ریزی کرد. ششمین دوره مسابقات روباتیک کشوری در دانشگاه صنعتی نوشیروانی بابل با حضور ۱۴۷ تیم در شب سه شنبه، سوم اردیبهشت ۱۳۸۷ با معرفی تیم‌های برتر به کار سه روزه خود پایان داد.

### هفتمین دوره
هفتمین دوره مسابقات رباتیک کشوری همچون سال‌های گذشته در رشته‌های ربات‌های مسیریاب، مین یاب و آتش‌نشان از تاریخ ۲۹ الی ۳۱ فروردین ۱۳۸۸ در دانشگاه صنعتی نوشیروانی بابل برگزار گردید. در این دوره از مسابقات ۱۱۷ تیم از دانشگاه‌ها و موسسات علمی از سراسر کشورمان در قسمت‌های مختلف شرکت نموده و با هم به رقابت خواهند پرداختند تا تیم قهرمان مشخص شود. مراسم افتتاحیه در تاریخ ۱۳۸۸/۱/۲۹ در آمفی تئاتر دانشگاه برگزار شد تا مسابقات به‌طور رسمی آغاز شود. جوایز این دوره به شرح زیر بود که به سه تیم برتر هر قسمت تعلق یافت.
آتش‌نشان تیم اول یازده میلیون ریال تیم دوم شش میلیون ریال تیم سوم چهار میلیون ریال. مسیریاب تیم اول هفت میلیون و پانصدهزار میلیون ریال تیم دوم پنج میلیون ریال تیم سوم سه میلیون ریال. مین باب تیم اول یازده میلیون ریال تیم دوم شش میلیون ریال تیم سوم چهار میلیون ریال.

### هشتمین دوره
این دوره از مسابقات رقابت ۱۲۰ تیم از روز یکشنبه پنجم اردیبهشت ماه در دانشگاه صنعتی نوشیروانی بابل آغازشد. رقابت ۳۵۰ نفر در این دوره از مسابقات در چهار رشته مسیریاب (تعقیب خط)، مین یاب، آتش‌نشان و میکرو ماوس (موش‌های هوشمند) برگزار گشت. رشته‌های «مسیریاب» برای هشتمین دوره متوالی در سالن آمفی تئاتر، «مین یاب» برای چهارمین دوره و در ساختمان برق، مسابقات آتش‌نشان برای هشتمین دوره و ربات «میکرو ماوس» نیز در سالن تربیت بدنی دانشگاه در اولین دوره برگزار شد. تیم‌های شرکت‌کننده از دانشگاه‌ها و موسسات آموزش عالی، دبیرستان، موسسات معتبر کشور و غیره اعم از دانشگاه‌های امیرکبیر، شهید بهشتی، خواجه نصیر، اصفهان، زاهدان، مازندران، فردوسی مشهد، تبریز، دانشگاه صنعتی نوشیروانی بابل و غیره دارای تحصیلات دوره دکتری، فوق لیسانس، لیسانس و دبیرستان بودند. در این دوره از مسابقات ۱۲ تیم به عنوان رتبه‌های برتر انتخاب شدند که به تیم اول برگزیده در رشته میکرو ماوس مبلغ ۱۲میلیون ریال، دوم، ۱۰میلیون ریال، سوم هفت میلیون ریال اهداء گشت. همچنین تیم برگزیده مسیریاب ۱۰میلیون ریال، تیم دوم، هفت میلیون ریال و نیز تیم سوم مبلغ پنج میلیون ریال، تیم‌های برگزیده اول در مسابقات آتش‌نشان مبلغ ۱۵ میلیون ریال، تیم دوم ۱۱ میلیون ریال و نیز تیم برگزیده سوم مبلغ هشت میلیون ریال اهداء شد. به تیم برگزیده مسابقات در رشته مین یاب نیز ۱۴میلیون ریال، تیم دوم ۹ میلیون ریال و نیز تیم برگزیده سوم مبلغ شش میلیون ریال در مراسم اختتامیه اهداء شد. هشتمین دوره مسابقات سراسری رباتیک هفتم این اردیبهشت ماه با معرفی نفرات برتر و اهدای جوایز و تقدیر از برگزار کنندگان پایان یافت.

### نهمین دوره
نهمین دوره مسابقات سراسری دانشجویی رباتیک ۲۵ الی ۲۷ اردیبهشت ماه سال ۹۱ در دانشگاه صنعتی بابل برگزار گردید. در این دوره از مسابقات ۱۳۶ تیم از فراخوان ۹۵دانشگاه کشور در چهار بخش ثبت‌نام کردند. ۱۶ تیم در بخش ربات مین‌یاب، ۱۴ تیم در قالب ربات آتش‌نشان، ۶۱ تیم در بخش ربات مسیریاب، ۱۱ تیم در بخش ربات میکرو موس و ۱۳ تیم در لیگ ربات‌های آزاد شامل ربات جنگجو، ربات جراح، ربات امدادرسان و عمود پرواز ثبت‌نام کردند. ۶۰ نفر از دانشجویان داخلی و دیگر دانشگاه‌ها نیز در کارگاه‌های آموزشی شرکت کردند. کل شرکت‌کنندگان این دوره از مسابقات ۲۸۰ نفر از ۱۸ استان و ۳۳ شهر شرکت بودند. در این دوره از مسابقات ۱۲۰ نفر در قالب ۴۰ هزار ساعت فعالیت داشته که در ۳۰ کارگروه مسابقات را برگزار کردند.
مسابقات سراسری رباتیک در چهار بخش برگزار با شرکت کنندگانی از استان‌های البرز، مازندران، آذربایجان شرقی، تهران خراسان رضوی، خراسان جنوبی، اصفهان، همدان، کرمان، گلستان، کردستان، فارس، چهارمحال و بختیاری، گیلان، قزوین، کرمانشاه و ایلام و … برگزار گردید. کارگاه‌های آموزشی مربوط به رباتیک، کامپیوتر و برق نیز در دانشگاه صنعتی بابل برگزار شد. بزرگترین نمایشگاه ربات‌های آزاد و دست‌آوردهای مربوط به علم رباتیک، برق و کامپیوتر نیز در حاشیه نهمین دوره مسابقات رباتیک برپا گشت.

### دهمین دوره
دهمین دوره مسابقات سراسری رباتیک ۱۵ الی ۱۷ مهرماه سال ۹۳ در بخش‌های ربات‌های مسیریاب ویژه و دانش آموزی، مین یاب، جنگجو و ربات‌های زیرآبی و پرنده برگزار شد.
مسابقات سراسری رباتیک در سال گذشته برگزار نشد؛ به نفرات برگزیده دهمین دوره مسابقات سراسری رباتیک دانشگاه صنعتی نوشیروانی بابل جوایز نقدی گواهی تقدیر و لوح یادبود اهدا شد. برگزیدگان اول تا سوم مسابقات مسیریات دانش آموزی به ترتیب ۲۰ الی ۱۰ میلیون ریال همچنین به سه نفر برتر در دیگر رشته‌ها در مسابقات رباتیک به ترتیب ۳۰ الی ۱۰ میلیون ریال اهداء شد.

### یازدهمین دوره
یازدهمین دوره مسابقات دانشجویی رباتیک کشوری با حضور حدود ۱۶۰ تیم از استان‌های گیلان، مازندران، قزوین، خراسان، اصفهان، تهران کرمانشاه خراسان و دیگر شهرها از روز یکشنبه در هشت رشته در دانشگاه صنعتی نوشیروانی بابل آغاز شده‌است. این تیم‌ها در لیگ مسیریاب دانش آموزی، مسیریاب پیشرفته، جنگجوی سبک، جنگجوی سنگین، صنعتی پرنده، زیردریایی و نیز شبیه‌ساز فوتبال دو بعدی می‌باشند که هر کدام از این لیگ‌ها در سه مرحله گروهی، مقدماتی و فینال برای صدرنشینی تا ۲۱ مهرماه به رقابت پرداختند. معیار انتخاب برترین‌های هر تیم در لیگ ربات‌های مسیریاب، زمان و سرعت- جنگجو، قدرت- صنعتی، مقاومت در برابر شرایط محیطی- پرنده، سرعت، دقت و کنترل- شبیه‌سازی فوتبال، امتیاز در فوتبال مورد نظر بود. در لیگ مسیریاب دانش آموزی ۳۱ تیم، مسیریاب پیشرفته ۳۹ تیم، جنگجوی سبک ۲۰ تیم، جنگجوی سنگین سه تیم، صنعتی پنج تیم، پرنده ۱۳ تیم، زیردریایی دو تیم و نیز شبیه‌ساز فوتبال دو بعدی نیز ۹ تیم شرکت نمودند. در لیگ زیردریایی و جنگجوی سنگین با توجه به حضور اندک تیم‌ها برندگان این دو بخش گواهی و مدال دریافت کردند. . پنج داور در لیگ مسیریاب مقدماتی (دانش آموزی) و پیشرفته (دانشجویی)، پنج داور در لیگ جنگجو، سه داور در لیگ پرنده و دو داور در لیگ صنعتی حضور یافتند. همچنین در اولین دوره نمایشگاه تخصصی اختراعات و ابتکارات که با شرکت ۴۰ اختراع در دانشگاه صنعتی بابل دائر می‌باشد نیز ۱۵ نفر برای انتخاب برترین‌ها داوری نمودند.

### دوازدهمین دوره
۱۵۳ گروه دانشجویی و دانش آموزی کشور در ۱۴ لیگ مختلف با هم رقابت کردند. لیگ ربات‌های تعقیب خط و تعقیب خط دانش آموزی، مسیریاب ویژه، لیگ 'جنگجو ' اعم از دانش آموزی، سبک وزن و سنگین وزن، لیگ 'پرنده' اعم از سرعتی و دقتی و مین یاب دستی، 'رهیاب'(حل ماز) ،'فوتبالیست دانش آموزی'-'آتش‌نشان' ،'زیردریایی' و هوش مصنوعی در این دوره از مسابقات به رقابت پرداختند. نمایشگاه اختراعات و ابتکارات در هشت کارگروه برق و الکترونیک- کامپیوتر و نرم‌افزار-مکانیک- پزشکی، مهندسی پزشکی و بهداشت- عمران، معماری و ساختمان- صنایع- شرکت‌های طراح و دانش بنیان و نیز بخش آزاد برپا شد. ۴۵ نفر دوازدهمین دوره مسابقات کشوری رباتیک دانشجویی را داوری نمودند.

### سیزدهمین دوره
سیزدهمین دوره مسابقات بین‌المللی رباتیک، هوش مصنوعی و نمایشگاه اختراعات و ابتکارات  با حضور ۲۲۰ تیم داخلی و خارجی در دانشگاه صنعتی نوشیروانی بابل برگزار شد. در این دوره از مسابقات ۲۰ تیم خارجی از جمله از فرانسه، کانادا، کره جنوبی، کرواسی، ترکیه، رومانی و تایوان و ۲۰۰ تیم داخلی با حضور ۱۰۰۰ نفر از دانشجویان، دانش آموزان و پژوهشگران با هم رقابت کردند.
این مسابقات در ۱۶ لیگ شامل جنگجو دانش‌آموزی ، جنگجو سبک وزن، جنگجو سنگین وزن، مسیریاب آزاد، مسیریاب دانش‌آموزی، پرنده دقتی، پرنده سرعتی، هوش مصنوعی، آتش نشان، نمایشگاه اختراعات و ابتکارات، حل ماز، مین یاب، زیر دریایی، شناور هوشمند، فوتبالیست دانش‌آموزی و کمیکار برگزار شد.

### چهاردهمین دوره
چهاردهمین دوره مسابقات رباتیک، و هوش مصنوعی و نمایشگاه اختراعات و ابتکارات در دانشگاه نوشیروانی بابل برگزار شد.
در این دوره از مسابقات، بیش از ۳۰۰ تیم دانش‌آموزی و دانشجویی با حضور ۷۵۰ شرکت کننده از سراسر ایران و کشورهای آمریکا، کانادا، فرانسه، آلمان، برزیل و افغانستان در لیگ‌های مختلفی از جمله ربات‌های جنگجو، مسیریاب، پرنده، امدادی و آتش نشان و… حضور داشتند. در پایان این رویداد نیز تیم‌های برگزیده معرفی شدند.

## محل برگزاری
دانشگاه صنعتی نوشیروانی بابل

## لیگ‌ها
مسابقات رباتیک دانشگاه صنعتی نوشیروانی بابل در لیگ‌های مختلفی همچون ربات‌های آتش‌نشان، تعقیب خط، مسیریاب ویژه، ربات‌های مین‌یاب خودکار، ربات‌های مین روب کنترل از راه دور، جنگجو سبک وزن، جنگجو سبک وزن، ربات‌های پرنده، ربات حل ماز، ربات‌های صنعتی، ربات‌های زیردریایی، شبیه‌سازی دو بعدی فوتبال، هوش مصنوعی، روبات‌های فوتبالیست ابعاد کوچک به همراه نمایشگاه اختراعات، ابداعات و ابتکارات برگزار می‌گردد.